# Eliminatórias da Copa do Mundo de Futebol Feminino de 2011 - Europa
Nas eliminatórias europeias para a Copa do Mundo de Futebol Feminino de 2011, 41 seleções do continente foram sorteados em oito grupos a 17 de março de 2009. Os jogos foram disputados entre agosto de 2009 e agosto de 2010. Os vencedores de cada grupo avançaram para uma fase de "play-offs" a duas mãos em setembro de 2010, com os vencedores a apurarem-se para as finais do torneio. As quatro derrotadas dos "play-offs" disputaram no mês seguinte um "play-off" entre si para determinar uma vaga extra contra as terceiras melhores da CONCACAF.
Ao contrário das eliminatórias para o Mundial anterior, todos os países membros da UEFA são elegíveis para se qualificarem. No passado, só as nações no topo lista das nações europeias disputaram na qualificação grupos.

## Sorteio
A distribuição das equipes foi baseada nos resultados na Copa do Mundo de 2007 e nas qualifitórias para o Campeonato Europeu de 2009. Havia cinco potes, cada um contendo oito equipes, exceto no pote E, que tinha nove equipes e selecionou duas seleções para o grupo 1.
| Grupo 1                                                 | Grupo 2                                                          | Grupo 3                                   | Grupo 4                                              |
| ------------------------------------------------------- | ---------------------------------------------------------------- | ----------------------------------------- | ---------------------------------------------------- |
| França Islândia Sérvia Irlanda do Norte Croácia Estónia | Noruega Países Baixos Bielorrússia Eslováquia Macedônia do Norte | Dinamarca Escócia Grécia Bulgária Geórgia | Ucrânia Polônia Hungria Roménia Bósnia e Herzegovina |

| Grupo 5                                  | Grupo 6                                 | Grupo 7                                     | Grupo 8                                                         |
| ---------------------------------------- | --------------------------------------- | ------------------------------------------- | --------------------------------------------------------------- |
| Inglaterra Espanha Áustria Turquia Malta | Rússia Irlanda Suíça Israel Cazaquistão | Itália Finlândia Portugal Eslovênia Armênia | Suécia · República Checa · Bélgica · País de Gales · Azerbaijão |

## Primeira fase
|  | Equipes qualificadas para os play-offs |
|  | Equipes eliminadas                     |

### Grupo 1
| Seleção          | Pts | J  | V  | E | D | GP | GC | SG  |
| ---------------- | --- | -- | -- | - | - | -- | -- | --- |
| França           | 30  | 10 | 10 | 0 | 0 | 50 | 0  | +50 |
| Islândia         | 24  | 10 | 8  | 0 | 2 | 33 | 3  | +30 |
| Irlanda do Norte | 11  | 10 | 3  | 2 | 5 | 8  | 16 | -8  |
| Estónia          | 10  | 10 | 3  | 1 | 6 | 7  | 44 | -37 |
| Sérvia           | 9   | 10 | 2  | 3 | 5 | 7  | 19 | -12 |
| Croácia          | 2   | 10 | 0  | 2 | 8 | 4  | 27 | -23 |

|                  | CRO | EST  | FRA | ISL | NIR | SRB |
| ---------------- | --- | ---- | --- | --- | --- | --- |
| Croácia          |     | 0–3  | 0–7 | 0–3 | 0–1 | 1–2 |
| Estônia          | 1–1 |      | 0–6 | 0–5 | 2–1 | 1–0 |
| França           | 3–0 | 12–0 |     | 2–0 | 6–0 | 7–0 |
| Islândia         | 3–0 | 12–0 | 0–1 |     | 2–0 | 5–0 |
| Irlanda do Norte | 3–1 | 3–0  | 0–4 | 0–1 |     | 0–0 |
| Sérvia           | 1–1 | 4–0  | 0–2 | 0–2 | 0–0 |     |

### Grupo 2
| Seleção            | Pts | J | V | E | D | GP | GC | SG  |
| ------------------ | --- | - | - | - | - | -- | -- | --- |
| Noruega            | 22  | 8 | 7 | 1 | 0 | 39 | 2  | +37 |
| Países Baixos      | 17  | 8 | 5 | 2 | 1 | 30 | 7  | +23 |
| Bielorrússia       | 13  | 8 | 4 | 1 | 3 | 17 | 14 | +3  |
| Eslováquia         | 6   | 8 | 2 | 0 | 6 | 15 | 13 | +2  |
| Macedônia do Norte | 0   | 8 | 0 | 0 | 8 | 3  | 68 | -65 |

|               | BLR | MKD  | NED | NOR | SVK |
| ------------- | --- | ---- | --- | --- | --- |
| Bielorrússia  |     | 6–0  | 0–4 | 0–5 | 2–0 |
| Macedônia     | 1–6 |      | 0–7 | 0–7 | 1–6 |
| Países Baixos | 1–1 | 13–1 |     | 2–2 | 2–0 |
| Noruega       | 3–0 | 14–0 | 3–0 |     | 1–0 |
| Eslováquia    | 0–2 | 9–0  | 0–1 | 0–4 |     |

### Grupo 3
| Seleção   | Pts | J | V | E | D | GP | GC | SG  |
| --------- | --- | - | - | - | - | -- | -- | --- |
| Dinamarca | 20  | 8 | 6 | 2 | 0 | 45 | 0  | +45 |
| Escócia   | 19  | 8 | 6 | 1 | 1 | 24 | 5  | +19 |
| Grécia    | 9   | 8 | 3 | 0 | 5 | 11 | 20 | -9  |
| Bulgária  | 8   | 8 | 2 | 2 | 4 | 9  | 25 | -16 |
| Geórgia   | 1   | 8 | 0 | 1 | 7 | 3  | 42 | -39 |

|           | BUL | DEN | GEO  | GRE | SCO |
| --------- | --- | --- | ---- | --- | --- |
| Bulgária  |     | 0–0 | 5–0  | 0–1 | 0–5 |
| Dinamarca | 9–0 |     | 15–0 | 7–0 | 0–0 |
| Geórgia   | 1–1 | 0–7 |      | 0–3 | 1–3 |
| Grécia    | 1–2 | 0–6 | 5–0  |     | 0–1 |
| Escócia   | 8–1 | 0–1 | 3–1  | 4–1 |     |

### Grupo 4
| Seleção              | Pts | J | V | E | D | GP | GC | SG  |
| -------------------- | --- | - | - | - | - | -- | -- | --- |
| Ucrânia              | 17  | 8 | 5 | 2 | 1 | 24 | 9  | +15 |
| Polônia              | 16  | 8 | 5 | 1 | 2 | 18 | 9  | +9  |
| Hungria              | 15  | 8 | 4 | 3 | 1 | 15 | 10 | +5  |
| Roménia              | 8   | 8 | 2 | 2 | 4 | 14 | 13 | +1  |
| Bósnia e Herzegovina | 0   | 8 | 0 | 0 | 8 | 0  | 30 | -30 |

|                      | BIH | HUN | POL | ROU | UKR |
| -------------------- | --- | --- | --- | --- | --- |
| Bósnia e Herzegovina |     | 0–2 | 0–4 | 0–5 | 0–5 |
| Hungria              | 2–0 |     | 4–2 | 1–1 | 1–1 |
| Polônia              | 1–0 | 0–0 |     | 2–0 | 4–1 |
| Romênia              | 4–0 | 2–3 | 1–4 |     | 0–0 |
| Ucrânia              | 7–0 | 4–2 | 3–1 | 3–1 |     |

### Grupo 5
| Seleção    | Pts | J | V | E | D | GP | GC | SG  |
| ---------- | --- | - | - | - | - | -- | -- | --- |
| Inglaterra | 22  | 8 | 7 | 1 | 0 | 30 | 2  | +28 |
| Espanha    | 19  | 8 | 6 | 1 | 1 | 37 | 4  | +33 |
| Áustria    | 10  | 8 | 3 | 1 | 4 | 14 | 12 | +2  |
| Turquia    | 7   | 8 | 2 | 1 | 5 | 10 | 23 | -13 |
| Malta      | 0   | 8 | 0 | 0 | 8 | 1  | 51 | -50 |

|            | AUT | ENG | MLT | ESP  | TUR |
| ---------- | --- | --- | --- | ---- | --- |
| Áustria    |     | 0–4 | 6–0 | 0–1  | 4–0 |
| Inglaterra | 3–0 |     | 8–0 | 1–0  | 3–0 |
| Malta      | 0–2 | 0–6 |     | 0–13 | 0–2 |
| Espanha    | 2–0 | 2–2 | 9–0 |      | 5–1 |
| Turquia    | 2–2 | 0–3 | 5–1 | 0–5  |     |

### Grupo 6
| Seleção     | Pts | J | V | E | D | GP | GC | SG  |
| ----------- | --- | - | - | - | - | -- | -- | --- |
| Suíça       | 21  | 8 | 7 | 0 | 1 | 28 | 6  | +22 |
| Rússia      | 19  | 8 | 6 | 1 | 1 | 30 | 6  | +24 |
| Irlanda     | 13  | 8 | 4 | 1 | 3 | 12 | 10 | +2  |
| Israel      | 6   | 8 | 2 | 0 | 6 | 4  | 24 | -20 |
| Cazaquistão | 0   | 8 | 0 | 0 | 8 | 4  | 32 | -28 |

|             | ISR | KAZ | IRL | RUS | SUI |
| ----------- | --- | --- | --- | --- | --- |
| Israel      |     | 1–0 | 0–3 | 1–6 | 1–2 |
| Cazaquistão | 0–1 |     | 1–2 | 0–6 | 2–4 |
| Irlanda     | 3–0 | 2–1 |     | 1–1 | 1–2 |
| Rússia      | 4–0 | 8–0 | 3–0 |     | 0–3 |
| Suíça       | 6–0 | 8–0 | 2–0 | 1–2 |     |

### Grupo 7
| Seleção   | Pts | J | V | E | D | GP | GC | SG  |
| --------- | --- | - | - | - | - | -- | -- | --- |
| Itália    | 22  | 8 | 7 | 1 | 0 | 38 | 3  | +35 |
| Finlândia | 19  | 8 | 6 | 1 | 1 | 25 | 6  | +19 |
| Portugal  | 12  | 8 | 4 | 0 | 4 | 17 | 10 | +7  |
| Eslovênia | 6   | 8 | 2 | 0 | 6 | 7  | 27 | -20 |
| Armênia   | 0   | 8 | 0 | 0 | 8 | 1  | 42 | -41 |

|           | ARM | FIN | ITA | POR | SLO |
| --------- | --- | --- | --- | --- | --- |
| Armênia   |     | 0–4 | 0–8 | 0–3 | 1–5 |
| Finlândia | 7–0 |     | 1–3 | 4–1 | 4–1 |
| Itália    | 7–0 | 1–1 |     | 2–0 | 6–0 |
| Portugal  | 7–0 | 0–1 | 1–3 |     | 1–0 |
| Eslovênia | 1–0 | 0–3 | 0–8 | 0–4 |     |

### Grupo 8
| Seleção         | Pts | J | V | E | D | GP | GC | SG  |
| --------------- | --- | - | - | - | - | -- | -- | --- |
| Suécia          | 22  | 8 | 7 | 1 | 0 | 36 | 3  | +33 |
| República Checa | 13  | 8 | 4 | 1 | 3 | 19 | 6  | +13 |
| Bélgica         | 10  | 8 | 3 | 1 | 4 | 18 | 13 | +5  |
| País de Gales   | 9   | 8 | 3 | 0 | 5 | 23 | 16 | +7  |
| Azerbaijão      | 4   | 8 | 1 | 1 | 6 | 2  | 60 | -58 |

|                 | AZE  | BEL | CZE | SWE | WAL |
| --------------- | ---- | --- | --- | --- | --- |
| Azerbaijão      |      | 0–0 | 0–5 | 0–3 | 2–1 |
| Bélgica         | 11–0 |     | 0–3 | 1–4 | 2–3 |
| República Checa | 8–0  | 1–2 |     | 0–1 | 2–1 |
| Suécia          | 17–0 | 2–1 | 0–0 |     | 5–1 |
| País de Gales   | 15–0 | 0–1 | 2–0 | 0–4 |     |

## Play-offs

### Qualificação direta
Das oito equipes classificadas, as quatro com o melhor coeficiente de acordo com a UEFA foram as cabeças-de-chave. Cada cabeça-de-chave foi sorteada para enfrentar as equipes não-cabeça-de-chave em jogos de ida e volta. As quatro vencedoras classificaram-se a Copa do Mundo na Alemanha. As quatro derrotadas avançaram para a fase de repescagem para seguir com chances de se classificar contra um adversário da CONCACAF.
Os confrontos foram sorteados em 30 de agosto de 2010, com os jogos de ida acontecendo em 11 e 12 de setembro e os jogos de volta em 15 e 16 do mesmo mês.
| Equipe 1   | Total | Equipe 2  | Ida | Volta |
| ---------- | ----- | --------- | --- | ----- |
| França     | 3–2   | Itália    | 0–0 | 3–2   |
| Inglaterra | 5–2   | Suíça     | 2–0 | 3–2   |
| Ucrânia    | 0–3   | Noruega   | 0–1 | 0–2   |
| Suécia     | 4–3   | Dinamarca | 2–1 | 2–2   |

### Repescagem I
As quatro perdedoras da fase anterior disputaram a primeira repescagem, em jogos de ida em volta, em 2 e 6 de outubro de 2010. As vencedoras avançaram a segunda fase de repescagem.
| Equipe 1  | Total | Equipe 2 | Ida | Volta |
| --------- | ----- | -------- | --- | ----- |
| Dinamarca | 1–3   | Suíça    | 1–3 | 0–0   |
| Ucrânia   | 0–3   | Itália   | 0–3 | 0–0   |

### Repescagem II
As duas vencedoras da primeira etapa da repescagem enfrentaram-se em jogos de ida e volta em 23 e 27 de outubro. A vencedora avançou para jogar a repescagem intercontinental contra a equipe terceiro colocada das qualificatórias da CONCACAF pela última vaga na Copa do Mundo.
| Equipe 1 | Total | Equipe 2 | Ida | Volta |
| -------- | ----- | -------- | --- | ----- |
| Itália   | 5–2   | Suíça    | 1–0 | 4–2   |

## Repescagem intercontinental
A Itália, vencedora da repescagem da Europa, disputou em partidas de ida e volta contra os Estados Unidos, que ficou em terceiro lugar na Copa Ouro Feminina de 2010 (campeonato que serviu de qualificação para a Copa do Mundo) a última vaga na Copa do Mundo de Futebol Feminino de 2011. Os jogos foram disputados nos dias 20 e 27 de novembro de 2010. A ordem dos confrontos foi definida na sede da FIFA, em Zurique, a 19 de março de 2010.
Resultados
| 20 de novembro de 2010 | Itália | 0 – 1     | Estados Unidos | Estádio Euganeo, Pádua    |
| 16:30 (UTC+1)          |        | Relatório | Morgan 90+4'   | Árbitro: PER Silvia Reyes |

| 27 de novembro de 2010 | Estados Unidos | 1 – 0     | Itália | Toyota Park, Bridgeview  |
| 13:00 (UTC-6)          | Rodriguez 40'  | Relatório |        | Árbitro: KOR Cha Sung-Mi |